# 状元洲街道
状元洲街道，是中华人民共和国湖南省邵陽市北塔区下辖的一个乡镇级行政单位。

## 行政区划
状元洲街道下辖以下地区：
北塔社区、九江社区、资园社区、状元社区、观音庵社区、磨石社区、西湖桥社区、资枣社区和槐树村。